# Lubanah Mshaweh
Lubanah Mshaweh, née en décembre 1955 à Damas (Syrie), est une femme politique syrienne. Elle est ministre de la Culture entre 2012 et 2014 et entre 2020 et 2024.

## Biographie
Elle est diplômée d'un doctorat en linguistique, obtenu à l'université Paris-VIII.
Le 16 octobre 2012, l'Union Européenne la place sur la liste des sanctions, car en tant que ministre, elle « partage la responsabilité de la répression violente exercée par le régime contre la population civile ». Elle est également sous sanction au Canada.